# 夏洛特·哈里森
夏洛特·哈里森（英語：Charlotte Harrison，1989年7月31日—），新西兰女子曲棍球运动员。她曾代表新西兰国家队参加2006年和2010年英联邦运动会曲棍球比赛，其中2010年英联邦运动会获得一枚银牌。